# Alessandro Nannini
Alessandro "Sandro" Nannini (Siena, 7 juli 1959) is een voormalig Italiaans autocoureur, die actief geweest is in de Formule 1. Nannini is de broer van de Italiaanse zangeres Gianna Nannini.

## Carrière
Alessandro Nannini debuteerde in het seizoen 1986 in de Formule 1 voor het kleinschalige Minardi, als teamgenoot van Andrea de Cesaris. Ook voor 1987 bleef hij aan bij Minardi, nu vergezeld door de Spanjaard Adrián Campos. Ondanks de onbetrouwbaarheid en oncompetitiviteit van de Minardi, en het gebrek aan gescoorde punten, bewees hij in beide seizoenen de meerdere van zijn teamgenoten. Hierdoor kreeg hij in 1988 een kans in een snellere auto bij het team van Benetton.

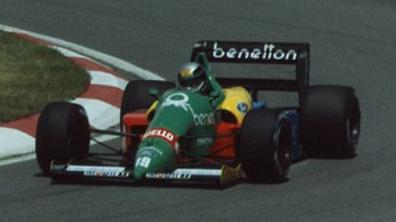
Nannini actief voor Benetton in de Grand Prix van Canada 1988

Nannini wist zich in zijn debuutseizoen voor Benetton gelijk te profileren, met goede resultaten in de kwalificaties, een snelste ronde in Duitsland, en twee podiumposities als derde in Groot-Brittannië en Spanje. In 1989 wist hij constanter naar kampioenschapspunten te grijpen, en zou uiteindelijk zijn debuutzege vieren tijdens de Grand Prix van Japan datzelfde jaar. Tijdens die race reed hij achter de McLarens van Ayrton Senna en Alain Prost toen die twee botsten. Senna kon doorrijden en kon Nannini nog voorbijrijden. Hij werd achteraf echter gediskwalificeerd waardoor Nannini zijn eerste en enige Grand Prix won. Nannini maakte in 1990 in snelheid wederom stappen vooruit, echter bleek de auto op cruciale momenten onbetrouwbaar te zijn. Hij behaalde drie podiumplaatsen, met zijn beste resultaat in Duitsland waar hij als tweede eindigde. Een week na de Grand Prix van Spanje dat jaar, was hij betrokken in een helikoptercrash waardoor hij een blessure aan zijn hand opliep. Dankzij microchirurgie wist hij te herstellen maar zijn Formule 1-carrière was ten einde.
Hij slaagde er wel nog in om in de toerwagens te rijden voor Alfa Romeo in de jaren negentig. Hij behaalde daarbij enkele overwinningen. In 1997 stapte hij naar de FIA GT waarin hij voor Mercedes ging rijden. Dat seizoen werd hij zesde in het kampioenschap waarna hij vervolgens stopte met de autosport. In 2007 besloot Nannini terug te keren op het circuit in de vorm van de Grand Prix Masters, waar hij voor het eerst sinds 1990 plaats zou maken in een eenzitter. De serie ging echter na korte tijd al failliet.
Tegenwoordig houdt Nannini zich onder meer bezig met zijn eigen wijndomein en heeft hij ook een eetcafé dat zijn naam draagt. Daarnaast heeft hij een bakkerij in Siena. Zijn neef Matteo Nannini is eveneens autocoureur.

## Complete resultaten in de Formule 1
| Resultaat                     |
| ----------------------------- |
| Winnaar                       |
| Tweede plaats                 |
| Derde plaats                  |
| Gefinisht (punten)            |
| Gefinisht (geen punten)       |
| Niet geklasseerd (NC)         |
| Uitgevallen (DNF)             |
| Niet gekwalificeerd (DNQ)     |
| Gediskwalificeerd (DSQ)       |
| Niet gestart (DNS)            |
| Gewond (INJ)                  |
| Uitgesloten (EX)              |
| Teruggetrokken (WD)           |
| Niet deelgenomen (blanco cel) |
| vetgedrukt (pole position)    |
| cursief (snelste ronde)       |

| Seizoen | Inschrijving     | Chassis       | Motor       | 1       | 2       | 3       | 4       | 5       | 6       | 7       | 8       | 9       | 10      | 11      | 12      | 13      | 14      | 15      | 16      | Pos | Punten |
| ------- | ---------------- | ------------- | ----------- | ------- | ------- | ------- | ------- | ------- | ------- | ------- | ------- | ------- | ------- | ------- | ------- | ------- | ------- | ------- | ------- | --- | ------ |
| 1986    | Minardi Team     | Minardi M185B | MM V6       | BRA DNF | SPA DNS | SMR DNF | MON DNQ | BEL DNF | CAN DNF | VSO DNF | FRA DNF | GBR DNF | DUI DNF | HON DNF | OOS DNF | ITA DNF | POR DNF | MEX 14  | AUS DNF | -   | 0      |
| 1987    | Minardi Team     | Minardi M187  | MM V6       | BRA DNF | SMR DNF | BEL DNF | MON DNF | VSO DNF | FRA DNF | GBR DNF | DUI DNF | HON 11  | OOS DNF | ITA 16  | POR 11  | SPA DNF | MEX DNF | JPN DNF | AUS DNF | -   | 0      |
| 1988    | Benetton Formula | Benetton 188  | Cosworth V8 | BRA DNF | SMR 6   | MON DNF | MEX 7   | CAN DNF | VSO DNF | FRA 6   | GBR 3   | DUI 18  | HON DNF | BEL DSQ | ITA 9   | POR DNF | SPA 3   | JPN 5   | AUS DNF | 10  | 12     |
| 1989    | Benetton Formula | Benetton 188  | Cosworth V8 | BRA 6   | SMR 3   | MON 8   | MEX 4   | VST DNF | CAN DSQ |         |         |         |         |         |         |         |         |         |         | 6   | 32     |
| 1989    | Benetton Formula | Benetton 189  | Ford V8     |         |         |         |         |         |         | FRA DNF | GBR 3   | DUI DNF | HON DNF | BEL 5   | ITA DNF | POR 4   | SPA DNF | JPN 1   | AUS 2   | 6   | 32     |
| 1990    | Benetton Formula | Benetton 189B | Ford V8     | VST 11  | BRA 10  |         |         |         |         |         |         |         |         |         |         |         |         |         |         | 8   | 21     |
| 1990    | Benetton Formula | Benetton 190  | Ford V8     |         |         | SMR 3   | MON DNF | CAN DNF | MEX 4   | FRA 16  | GBR DNF | DUI 2   | HON DNF | BEL 4   | ITA 8   | POR 6   | SPA 3   | JPN     | AUS     | 8   | 21     |